# اوتربورن پارک، کبک
اوتربورن پارک (به فرانسوی: Otterburn Park) شهرکی در منطقه شهری لا وله-دو-ریشولیو ناحیه مونترژی در استان کبک کانادا است. در سرشماری سال ۲۰۱۱ این شهرک ۸٬۶۹۶ نفر جمعیت داشته‌است و مساحت آن ۵٫۲ کیلومتر مربع است.